# BAe Jetstream 41
O BAe Jetstream 41 é uma aeronave turboélice bimotor civil, utilizada no transporte regional de passageiros. Foi desenvolvida pela British Aerospace como uma versão alongada do popular Jetstream 31. 
Destinada a competir diretamente com aviões de 30 lugares como o Embraer Brasília, Dornier 328 e Saab 340, acomodava 29 passageiros, numa configuração de duas fileiras de poltronas, assim como o Jetstream 31. A Eastern Airways, do Reino Unido, é o maior operador do modelo em todo o mundo, com 17 unidades na frota.

## Desenvolvimento
O J41 acrescentou 16 pés (4,88 m) à fuselagem de seu antecessor. Tratava-se de um novo projeto de fuselagem, que exigiu uma asa com maior extensão, que também incluía ailerons e flaps reformulados. A asa também é montada abaixo da fuselagem, de modo a não interferir no corredor da cabine, permitindo também maior capacidade de bagagem. 
Os motores TPE331-14 fornecem 1 500 shp (1 120 kW), (mais tarde 1 650 shp (1 232 kW)), e são montados em naceles com maior distância ao solo. A cabine foi melhorada, com uma configuração moderna e um novo arranjo de para-brisas.

## Serviço operacional
O J41 voou pela primeira vez em 25 de setembro de 1991, tendo sua certificação obtida em 23 de novembro de 1992 na Europa, e em 9 de abril de 1993, nos Estados Unidos, com a primeira entrega à Manx Airlines em 25 de novembro de 1992. Em janeiro de 1996, a British Aerospace passou a fazer parte da Aero International (AI), um consórcio composto por ATR, Aérospatiale (da França), Alenia (da Itália) e British Aerospace. As vendas inicialmente eram razoavelmente fortes, mas em maio de 1997 a BAe anunciou que estava terminando a produção do J41, com 100 aviões entregues.

## Operadores
Operadores civis
Colômbia
- EasyFly (Colômbia) (13)

Grécia
- Sky Express (5)

Moçambique
- Moçambique Expresso (1)

Nepal
- Companhias aéreas de Yeti (7)
- Agni Air - alugado à Simrik Airlines a partir de Outubro de 2013

África do Sul
- South African Airlink (12)

Emirados Árabes Unidos
- SkyJets Oriental (1)

Reino Unido
- Eastern Airways (17)

Estados Unidos
- Contour Airlines (4)
- Operado pela Corporate Flight Management

Uruguai
- Delbitur (1)

Venezuela
- Venezolana (9)

Zâmbia
- Proflight Zâmbia (3)

Outros operadores incluem:
Hong Kong
- Serviço de voo do Governo de Hong Kong - (2) para busca e resgate.

Filipinas
- Royal Star Aviation (1)
- Air Republiq Airlines (1)

Ex-operadores civis
Estados Unidos
- Trans States Airlines (25)
- Atlantic Coast Airlines

Operadores militares 

Tailândia
- Exército tailandês real

Preservação
Protótipo do Jetstream 41 G-JMAC preservada pelo Grupo Heritage Aerodrome Speke (SAHG), 

## Acidentes e incidentes
Em 7 de janeiro de 1994, o voo 6291 da Atlantic Airlines caiu perto da pista no Aeroporto Internacional de Port Columbus, matando cinco pessoas de nove passageiros e tripulantes. 
Em 24 de setembro de 2009, o voo Airlink Flight 8911 caiu no subúrbio de Merebank, em Durban, África do Sul, logo após a decolagem do Aeroporto Internacional de Durban . A tripulação de três e uma pessoa no chão foi ferida. O capitão, Allister Freeman, morreu em consequência de complicações de seus ferimentos em 7 outubro 2009.
Em 24 de setembro de 2016, uma aeronave da Yeti Airlines, em rota de Katmandu para Bhairahawa, invadiu a pista enquanto desembarcava no aeroporto de Buda Gautam. Todos os 29 passageiros e a tripulação de três não se feriram, mas a aeronave foi destruída. 

## Especificações
Características gerais
- Tripulação: 3 (2 Pilotos + Atendente de Voo)
- Capacidade:  29 ou 30 passageiros
- Comprimento: 19,25 m (63 pés 2 pol)
- Envergadura: 18,42 m (60 pés 5 pol)
- Altura: 5.74 m (18 pés 10 dentro)
- Área da ala: 32,4 m² (349 ft²)
- Aerofólio: NACA 63A418, 63A412 (raiz / ponta)
- Peso vazio: 6,416 kg (14,144 lb)
- Peso decolagem 10 886 kg (24 000 lb)
- Motorização: 2 × Allied Signal TPE331-14GR / HR turboélice, 1 250 kW (1 650  shp ) cada
- Diâmetro da hélice: 2,9 m (9 pés 6 pol)
- Velocidade máxima: 546 km/h (295 nós, 340 mph)
- Velocidade de cruzeiro: 482 km/h (260 nts, 299 mph)
- Faixa 1 433 km (774 nm, 891 mi)
- Teto de serviço 7 925 m (26 000 pés)
- Taxa de subida 11,2 m / s (2,200 pés / min)
- Carga de asa: 336 kg / m² (68,8 lb / ft²)
- Potência / massa: 230 W / kg (0,138 cv / lb)